# Cèfal Molós
Cèfal (en llati Cephalus, en grec antic Κέφαλος "Képhalos") fou un cap dels molossos de l'Epir que juntament a un altre cap de nom Antinous, es va veure abocat a prendre partit per Perseu de Macedònia, degut a les calúmnies de Carops (Charops).
Del relat de Polibi, que explica els fets anteriors, sembla que es va suïcidar per no caure en mans dels romans, però Titus Livi diu va morir durant la conquesta de la ciutat molossa de Tecmon que va defensar obstinadament contra el romà Luci Anici aproximadament el 168 aC.